# Aura (Kuwaliya)
Aura era una ciutat del nord-est del regne de Kuwaliya (clàssica Frígia) on el rei hitita Mursilis II es va trobar amb el rei Mashwiluwa que el va informar dels efectes d'un gran llamp (probablement un meteorit) que havia caigut a la ciutat d'Apasa.
Mashwiluwa va dir a Mursilis que "el bòlit que havia enviat el déu de les Tempestes havia ferit a Uhha-Ziti", el rei d'Arzawa, i havia quedat afectat per una greu malaltia i no podia bellugar les cames.
A Efes, en temps de Pau de Tars, s'adorava encara al segle I un objecte que probablement era la resta d'un meteorit que havia caigut a al palau d'Arzawa i havia ferit al rei.